# Нестеренко, Николай Владимирович
Никола́й Влади́мирович Нестере́нко (17 декабря 1984, Элиста, СССР) — российский и казахстанский футболист, защитник. Младший брат Андрей — также футболист.

## Карьера
Воспитанник элистинского футбола. Свою карьеру начинал в дубле местного «Уралана», а затем перешёл в камышинский «Текстильщик», откуда уехал в павлодарский «Иртыш», за который выступал с 2005 по 2007 год и являлся основным игроком, в 2008 году стал футболистом астраханской команды «Волгарь». В январе 2013 года перешёл в клуб «Тараз».